# 鈴鹿栄
鈴鹿 栄（すずか さかえ、1888年10月17日 - 1957年9月1日）は、軟式野球に用いるボールを発明した人物である。

## 来歴・人物
京都府出身。京都市立京都商業学校（現・西京高校）卒業後、文具商を京都市内で営んでいた。
1916年、京都市の小学校の教員グループで組織される「京都少年野球研究会」に参加し、少年がプレーするために安全な野球のボールの開発に没頭しはじめる（当時野球に使われるボールは、現在の公認野球規則で定められるボール、いわゆる硬球しかなく、またヘルメットの使用もまったく規定されていなかったことから、安全性に疑問を持つ者も少なくなかった）。
鈴鹿は、ゴムボールに靴底の滑り止めを貼り付けたボールを試作したところ、身体に当たっても痛くないとのことで、この改良が進められ、1918年には少年野球用のボールとして完成品が発売された。また、1922年には一般用のボールも発売され、従来のボールと区別するために「軟式ボール（軟球）」と命名され、このボールを用いる野球を軟式野球と命名した。
現在、日本では（草野球レベルまで含めると）硬式野球プレーヤーよりも軟式野球プレーヤーの数の方が多いといわれており、その陰には軟球を作り上げた鈴鹿の努力があった。
この功績を称え、2003年、特別表彰（新世紀表彰）として野球殿堂入りした。